# Condado de Huron (Ontário)
O Condado de Huron ou de Hurão é uma subdivisão administrativa da província canadense de Ontário. Sua capital é Goderich. Seu deve-se ao lago Huron. O condado está localizado nas margens orientais deste lago.

## Personalidades
- Alice Munro (1931), prémio Nobel da Literatura de 2013